# Microchilus major
Microchilus major är en orkidéart som beskrevs av Karel Presl. Microchilus major ingår i släktet Microchilus och familjen orkidéer. Inga underarter finns listade i Catalogue of Life.